# Sphaeralcea grossulariifolia
Sphaeralcea grossulariifolia är en malvaväxtart som först beskrevs av William Jackson Hooker och George Arnott Walker Arnott, och fick sitt nu gällande namn av Per Axel Rydberg. Sphaeralcea grossulariifolia ingår i släktet klotmalvor, och familjen malvaväxter.

## Underarter
Arten delas in i följande underarter:
- S. g. grossulariifolia
- S. g. pedata

## Bildgalleri

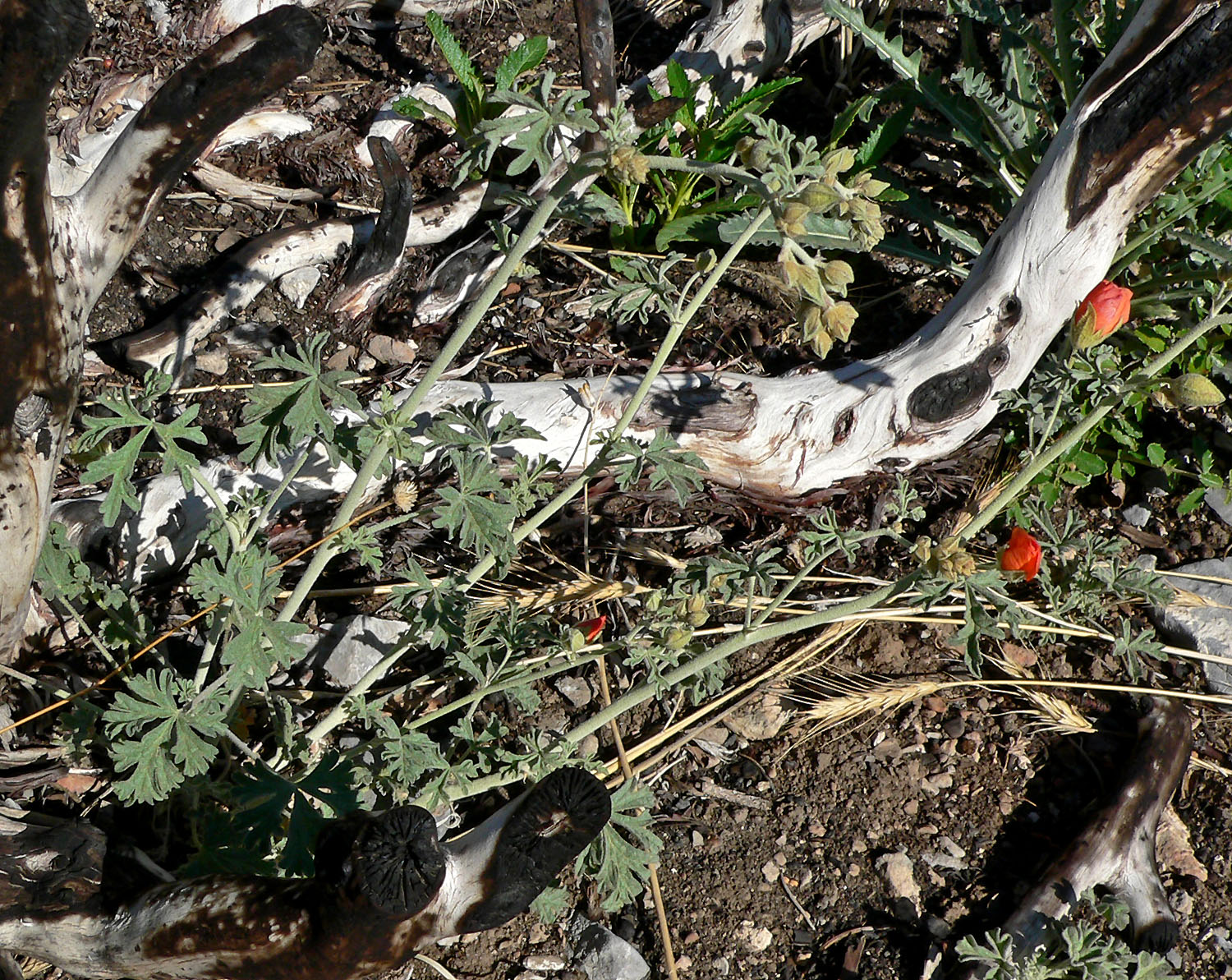
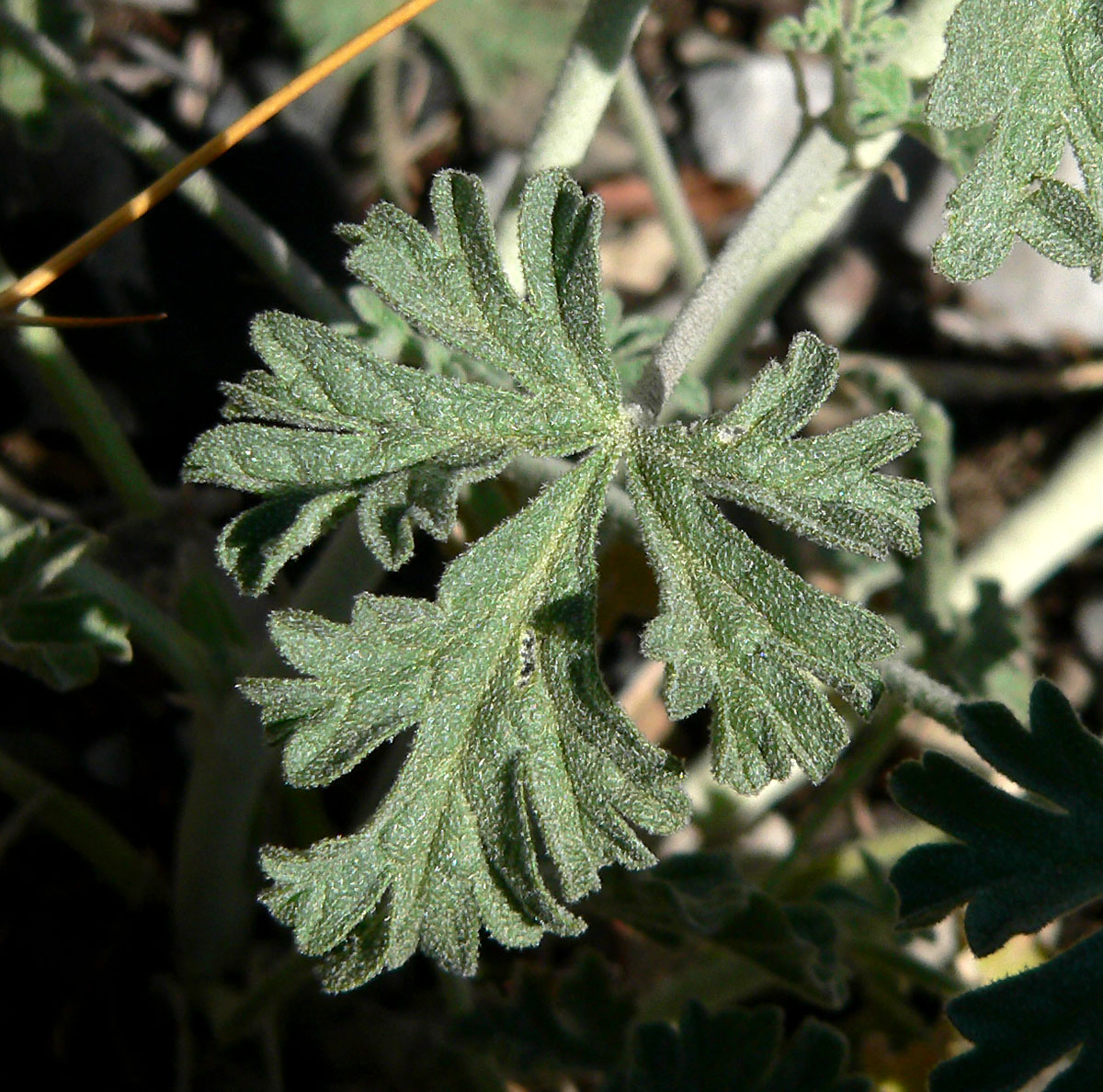
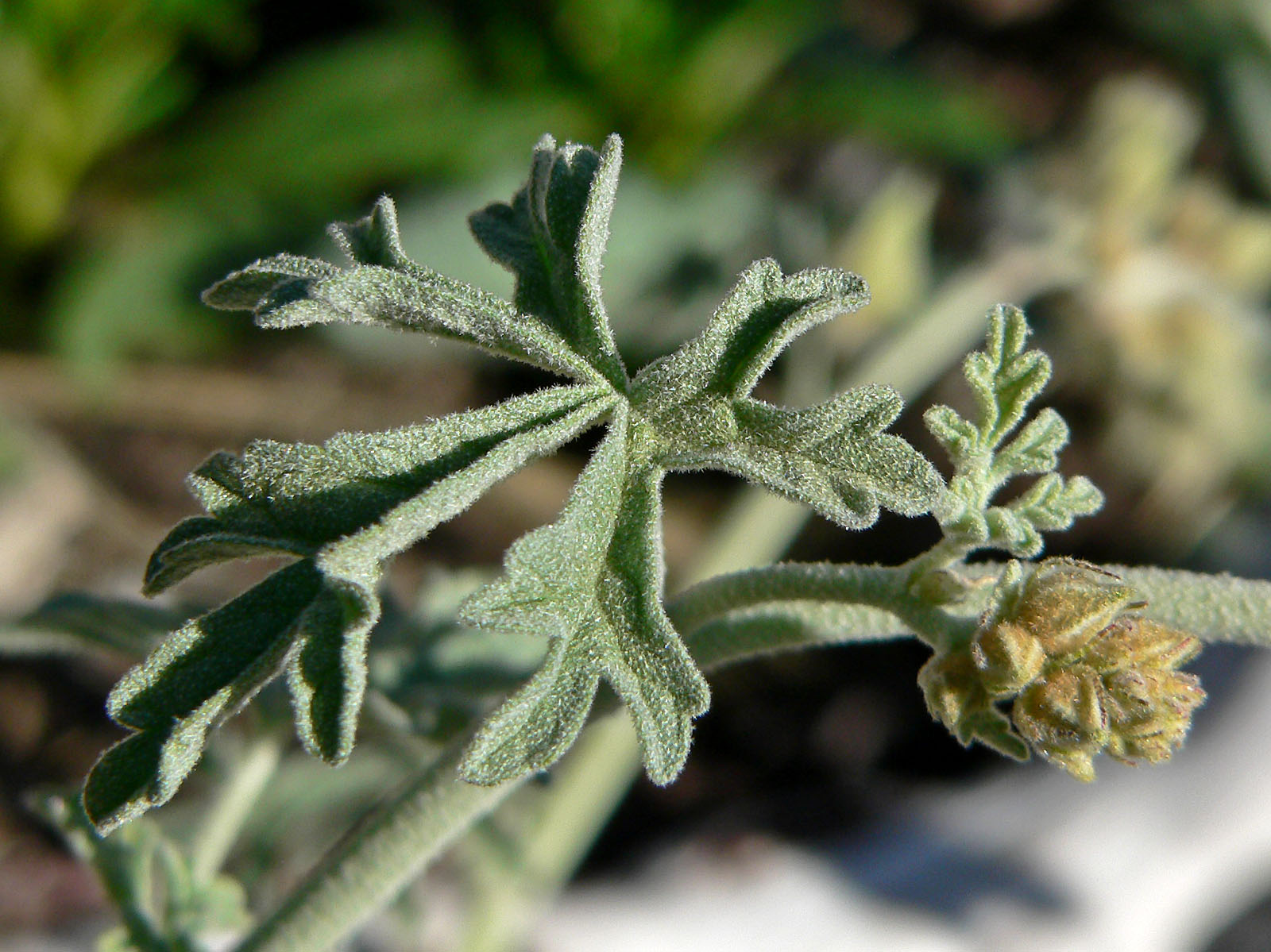
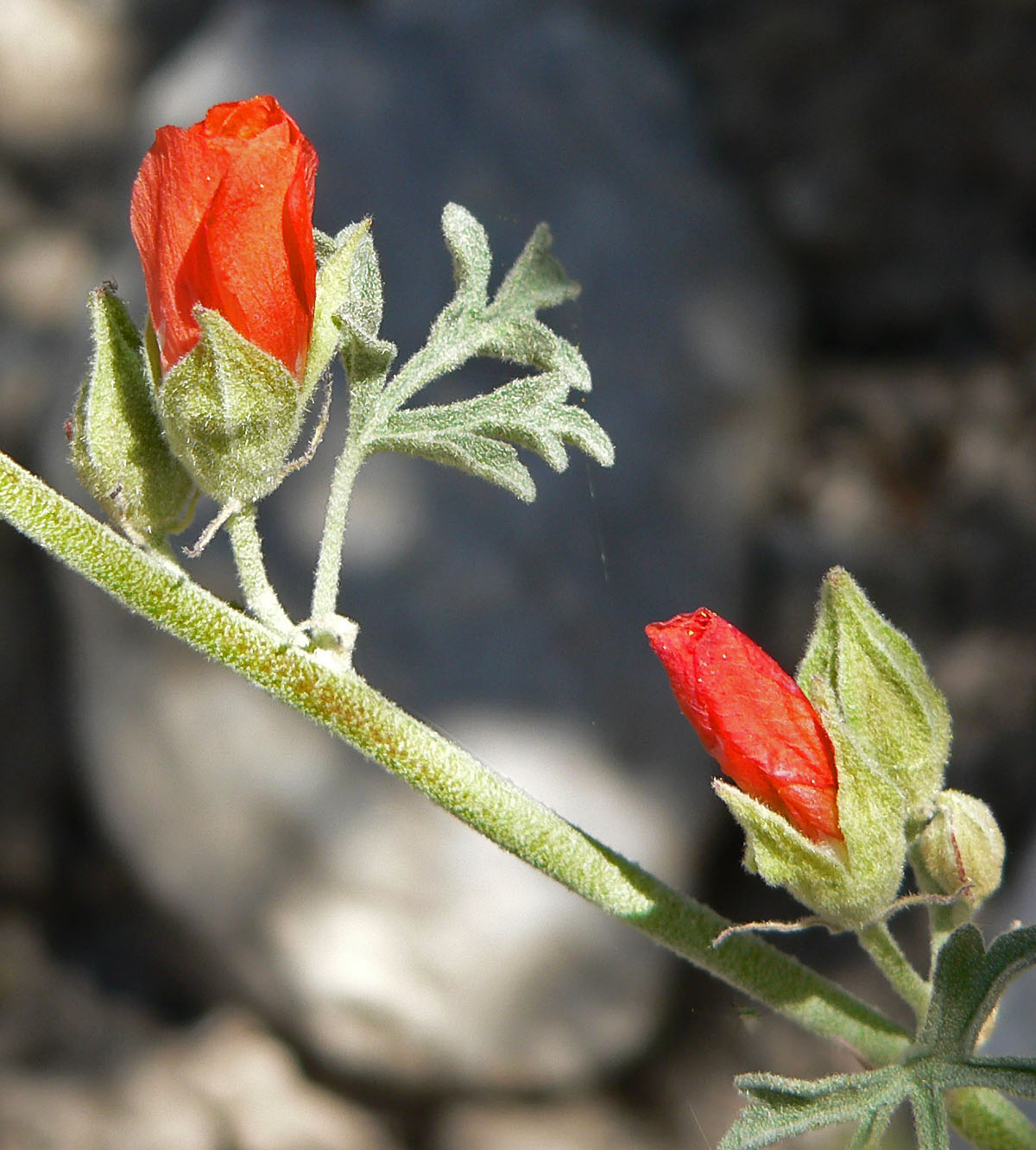
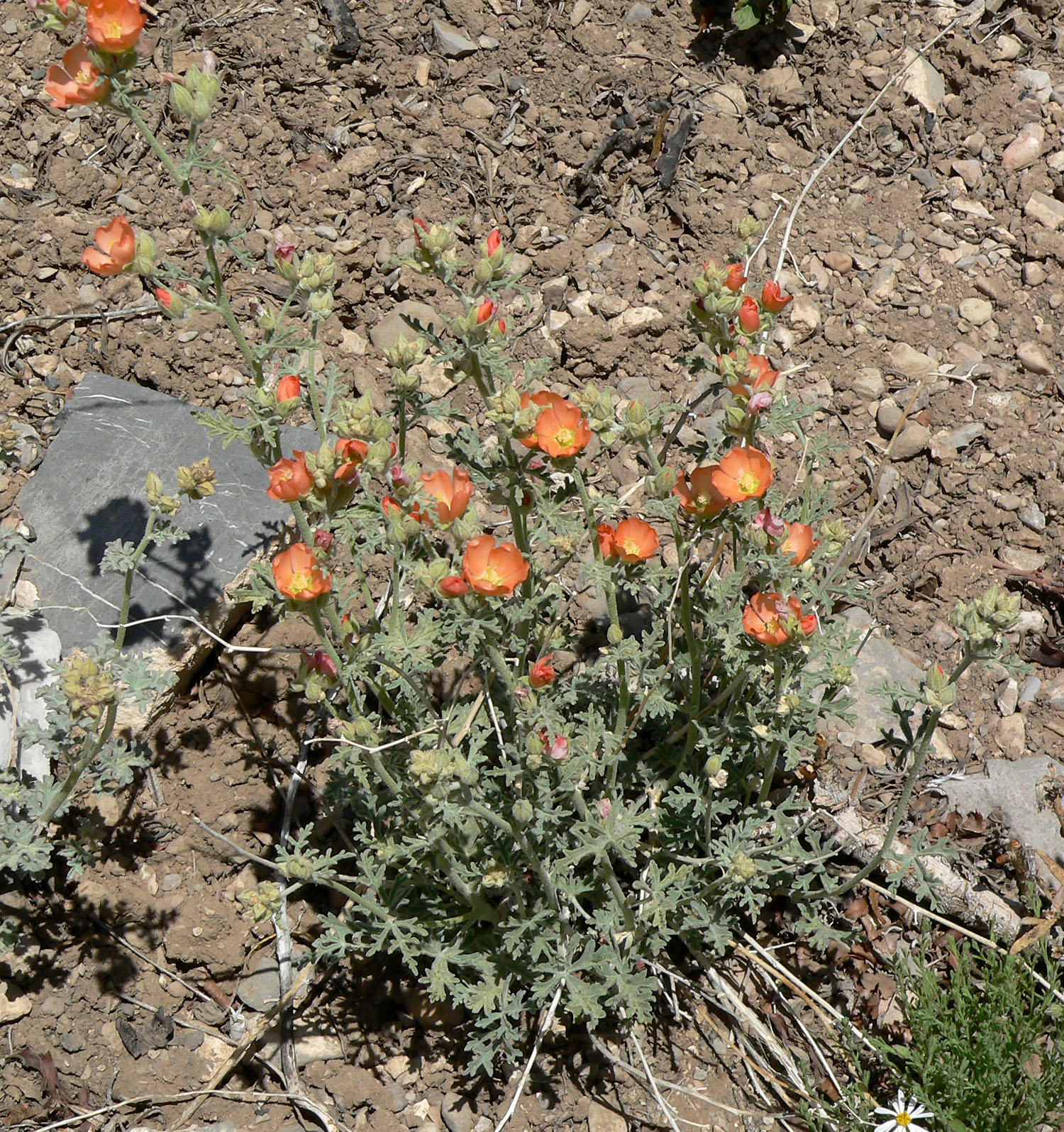
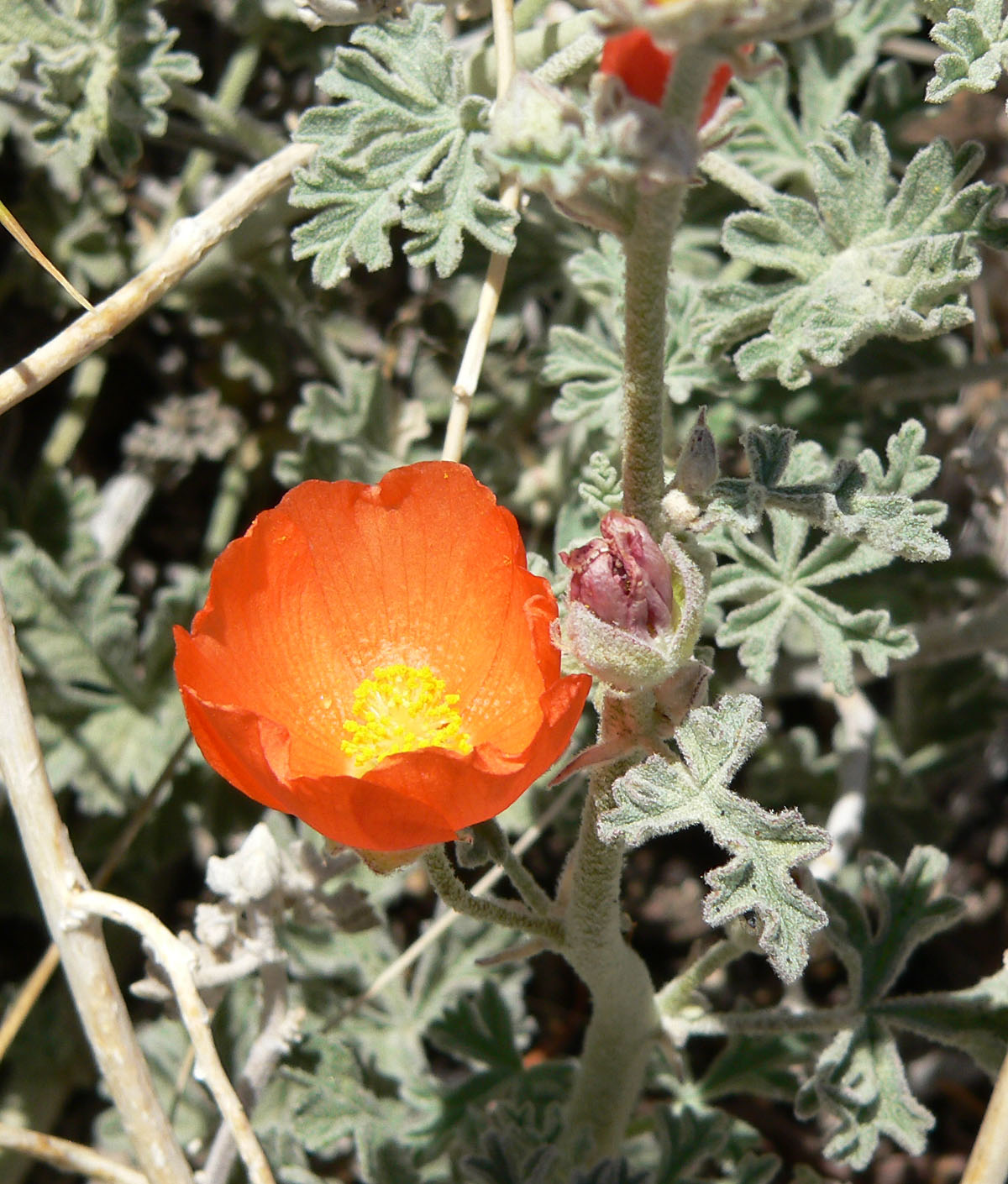